# スティングレイ (魚雷)
スティングレイ (英:Sting Ray)は、イギリス海軍が運用する音波誘導式短魚雷。ゼネラル・エレクトリック・カンパニー(現在のBAEシステムズ)によって開発され、1983年から現在に至るまで使用されている。名称は毒棘を持つエイに由来する。

## 開発経緯
1950年代のイギリス海軍はMk.30空中投下魚雷を装備していたが、目標である潜水艦からの音を頼りに誘導するパッシブ・ホーミング式であったため、目標からの音が拾えなくなると兵器としての効果が無かった。自身が音波を発するアクティブ・ホーミング式を採用する予定だった後継のMk.31魚雷は性能要求を満たさず、国の製造承認を得られなかった。そのため、つなぎとしてアメリカ製のMk.44魚雷、後にMk.46魚雷を購入して運用された。
アメリカからの魚雷購入に頼り切りであったイギリス海軍は、1964年に国産の魚雷を開発する計画を立ち上げた。開発名称は「NASR 7511」で、1970年台に入り「スティングレイ」と命名された。

### デザイン
1960年半ばの開発設計では、弾頭後方にポリエチレンオキシドを満たしたタンクが搭載された。ポリエチレンオキシドが溶け出すことで抗力を減らすことを狙いとしたもので、1969年に浮力推進魚雷を使用した実験では抗力が最大25％減少したというデータが得られたが、結局この機構は電源を大型化させることが優先されたために採用されなかった。
1960年台半ばから開発された誘導システムは、誘導プログラムを入れた回転式の磁気ディスクが組み込まれていたが、発射時の衝撃にディスクが耐えられないことから、後に集積回路に置き換えられた。
当初の弾頭は、シンプルな無指向性の炸薬が充填してあったが、これは当時の複殻式の船体構造を持つ潜水艦には威力不足であったため、指向性の成形炸薬弾頭が採用された。
1976年には国内の魚雷を全て国産に置き換えるべく、大幅にデザインが見直された。

### 製造
スティングレイはチェシャー州ネストンにあるMSDS(後のMUSL)工場とファーリントン及びウォータールービルのMUSL工場で製造されている。

## 配備

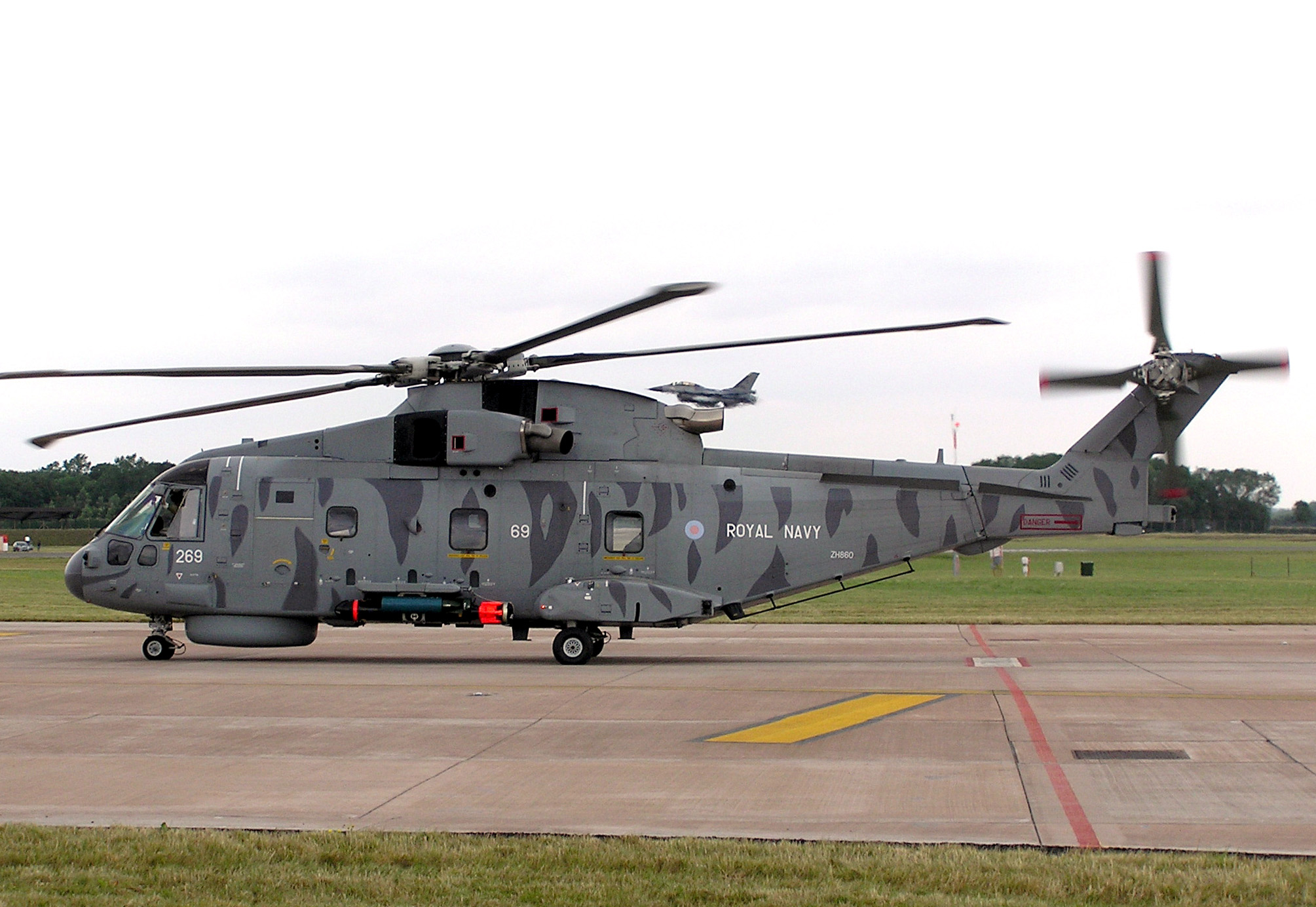
マーリン HM1に搭載されたスティングレイ

公式文書によればスティングレイの初期型(MOD1)は1983年から運用開始したと記録にある。マーク・ヒギットが2013年にフォークランド紛争中に21型フリゲート「アーデント」について著した『Through Fire and Water』によれば、スティングレイ魚雷は、1982年4月19日に極秘で艦に搭載されたとされる。電気式モーター駆動でマグネシウム/塩化銀電池を使用するこの魚雷は、高速で潜水性が高く、追尾性能や静音性にも優れていた。発射されると自律航行し、アクティブソナーにより目標を探索し、以降は自動で目標を追尾し、ジャミングにも強かった。汎用性を重視し、スティングレイは固定翼機、回転翼機及び水上艦艇から発射できるように設計された。
スティングレイの開発には9億2000万ポンドもの費用を要した。これはタイガーフィッシュの開発費用と同等である。

## ドローンでの運用
イギリスのドローンメーカー、マロイ・エアロノーティクスが2023年9月27日、NATOがポルトガルで行った実験で、T-600クアッドドローンにスティングレイ魚雷を搭載し、海中投下を成功させたと発表した。

## 運用国
イギリス
 ノルウェー
 タイ
 ルーマニア
 モロッコ

## 同等兵器
- Mk.54 -  アメリカ合衆国
- MU90 -  フランス・ イタリア(共同開発)
- 97式魚雷 -  日本